# آکینوبو هیراناکا
آکینوبو هیراناکا (انگلیسی: Akinobu Hiranaka؛ زادهٔ ۱۴ نوامبر ۱۹۶۳) بوکسور اهل ژاپن بود.